# Meliturgula
Meliturgula is een geslacht van vliesvleugelige insecten uit de familie Andrenidae

## Soorten
- M. braunsi Friese, 1903
- M. denesia Patiny, 1999
- M. eardleyana Patiny, 2000
- M. flavida (Friese, 1913)
- M. fuliginosa (Friese, 1913)
- M. haematospila Cockerell, 1936
- M. insularis Benoist, 1962
- M. ornata (Popov, 1951)
- M. rozeni Eardley, 1991
- M. scriptifrons (Walker, 1871)
- M. senegaliae Patiny, 1999
- M. wilmattae Cockerell, 1932